# 綱の手引き坂

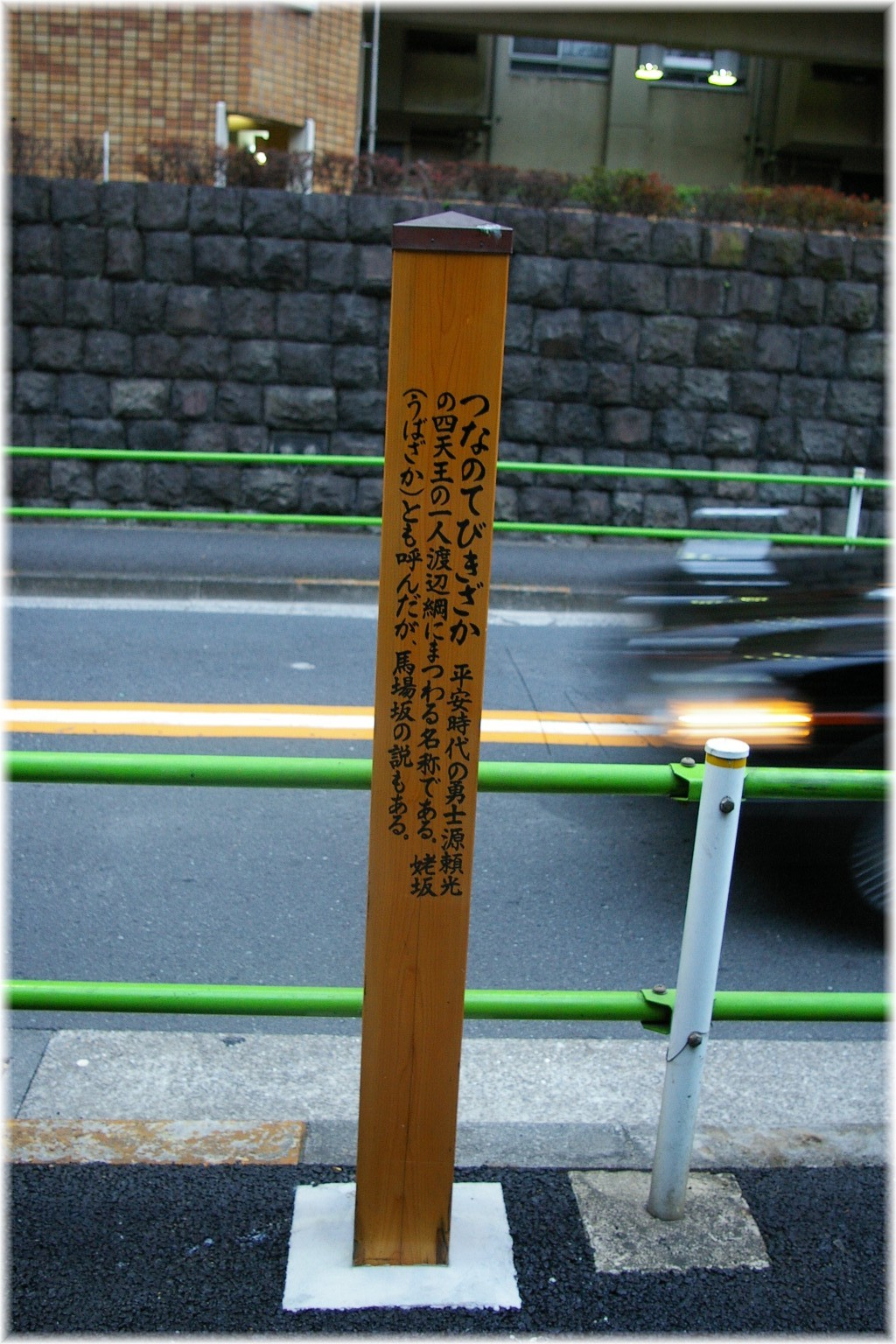
道標

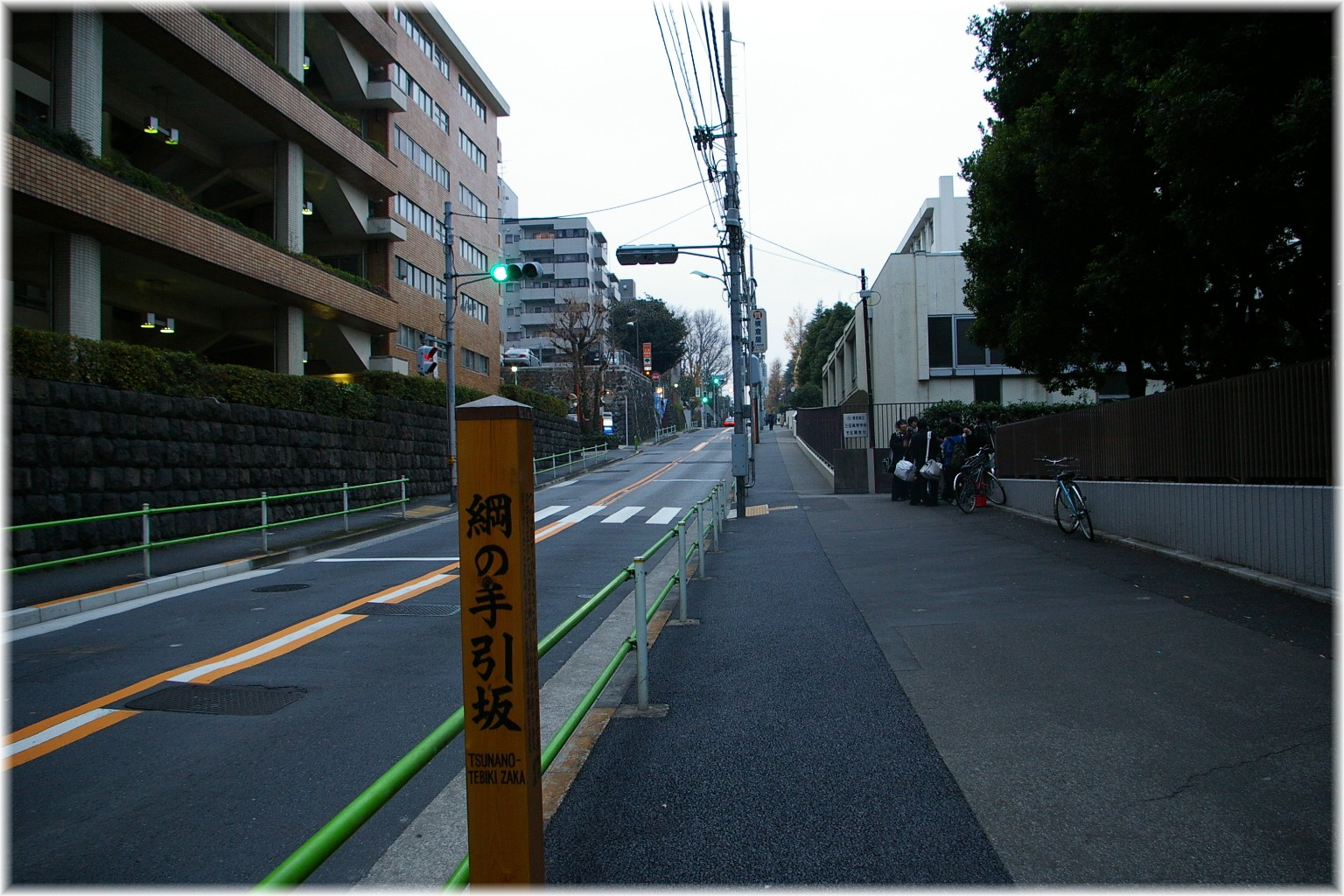
坂下（東側)より撮影

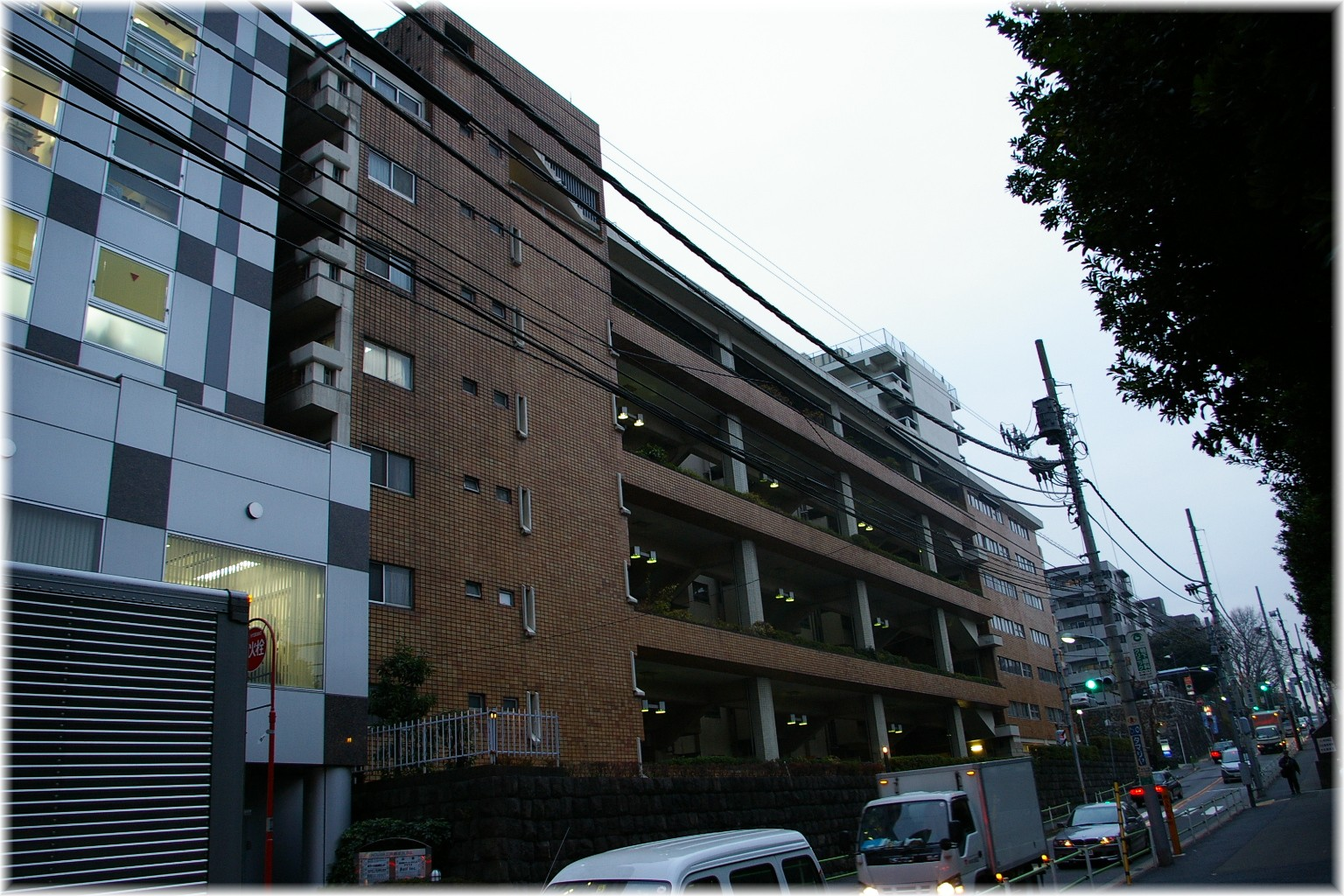
シャトー三田

綱の手引き坂（つなのてびきざか）は、東京都港区三田一丁目と二丁目の間に位置する坂の名称である。
北緯35度39分08秒 東経139度44分33秒 / 北緯35.65210385966293度 東経139.7424850266102度座標: 北緯35度39分08秒 東経139度44分33秒 / 北緯35.65210385966293度 東経139.7424850266102度

## ロケーション
道に面して北側に三田国際ビル、東京都立三田高等学校、港区立赤羽小学校、株式会社かんぽ生命保険　東京サービスセンター、南側にシャトー三田、法務省三田分局、綱町三井倶楽部が存在する。法務省三田分局と綱町三井倶楽部の間で綱坂と交わる。
坂の頂上から麻布側に下る坂は日向坂と名を変える。

## 名称の謂
平安時代の勇士源頼光四天王の一人、渡辺綱が幼少の砌に姥に手を引かれて行き来したという伝説による。別名、馬場坂。